# Tieriek (miasto)
Tieriek – miasto w Rosji (Kabardo-Bałkaria) leżące nad rzeką Terek. Liczy 18 tys. mieszkańców (1996 r.). Rozwinięty przemysł winiarski. Prawa miejskie od 1967 roku.